# 기제트
《기제트》(영어: Gidget)는 1959년 개봉한 미국의 시네마스코프 코미디 영화이다. 이 영화에는 캘리포니아 서핑 문화에 입문한 십대와 젊은 서퍼와의 로맨스에 관한 이야기를 다룬다. 샌드라 디, 클리프 로버트슨, 제임스 대런, 아서 오코넬, 그리고 포 프렙이 출연한다.